# Cosmosoma anoxanthia
Cosmosoma anoxanthia är en fjärilsart som beskrevs av Druce 1905. Cosmosoma anoxanthia ingår i släktet Cosmosoma och familjen björnspinnare. Inga underarter finns listade i Catalogue of Life.